# Liparetrus politus
Liparetrus politus är en skalbaggsart som beskrevs av Britton 1980. Liparetrus politus ingår i släktet Liparetrus och familjen Melolonthidae. Inga underarter finns listade i Catalogue of Life.